# Babyboom
Babyboom eller de store årgange er en betegnelse, der dækker over det store antal fødsler i 1940'erne. Det store antal nyfødte fra disse årgange gav senere problemer i det danske samfund. Dels skulle der skaffes flere pladser i skolerne, og senere skulle de samme pensioneres og skabte dermed, hvad der i medierne ofte kaldes for en ældrebyrde.